# خرود (لهستان)
خرود (به لهستانی:  Hrud) یک روستا در لهستان است که در گمینا بیاوا پودلاسکا واقع شده‌است.